# Anton Johan Wrangel il vecchio
Anton Johan Wrangel (den äldre) (Reval, 20 ottobre 1679 – Stoccolma, 17 aprile 1762) è stato un ammiraglio svedese.

## Biografia
Nato nella fattoria di Hue, fuori Reval, il 20 ottobre 1679, figlio del capitano Tönnes Johan von Wrangell af Sauss e di Anna Margreta von Ramm, entrò nella marina reale svedese partendo dai gradi inferiori.  Nel 1700 fu nominato Konstapel, e tra il 1702 e il 1703 servì in mare a bordo di navi militari olandesi e inglesi. Nel 1704 rientrò in servizio nella marina svedese, venendo promosso al grado di tenente in quello stesso anno, e capitano nel 1709. Prese parte a diversi combattimenti soprattutto nel Golfo di Finlandia, non con la principale flotta svedese, ma al comando del vascello da 54 cannoni Verden appartenente alla squadra navale agli ordini dell'Holmmajor Carl Raab. Alle tre del mattino dell'11 luglio 1713 Raab, al comando dei vascelli Ösel, Estland e Verden impegnò combattimento contro una squadra russa composta da 11 navi tra grandi e piccole, più due brigantini, e nella violenta lotta tre vascelli russi si arenarono, uno dei quali, il Viborg da 50 cannoni, dovette essere incendiato per non lasciarlo al nemico.  Nel 1715 ottenne il comando di uno dei più grandi vascelli della marina svedese, il vascello da 60 cannoni Regalskeppet Wrangel.
L'11 maggio 1719 il capitano russo Naum Akimovič Senjavin salpò da Reval al comando di sei vascelli di linea da 52 cannoni e una fregata, da 18 alla ricerca di navi svedesi. Il 4 giugno intercettò la formazione al suo comando, composta dal vascello Wachtmeister (52 cannoni), dalla fregata Karlskrona Vapen (30), e dal brigantino Bernhardus (10), vicino all'isola di Saaremaa. Nella seguente battaglia la formazione svedese combatte valorosamente per circa mezza giornata, ma poi le navi vennero tutte catturate dai russi. Imbarcato sul vascello Wachtmeister egli rimase gravemente ferito, tanto da dover lasciare il comando della formazione al capitano Trolle,  che continuò coraggiosamente a combattere.  Con la metà degli uomini a bordo uccisa o ferita, e la nave ridotta ad un relitto galleggiante, alle tre del pomeriggio Trolle diede l'ordine di ammainare la bandiera ed arrendersi. Catturato insieme a Trolle fu portato prigioniero in Russia, ritornando in Patria solo nel 1722. 

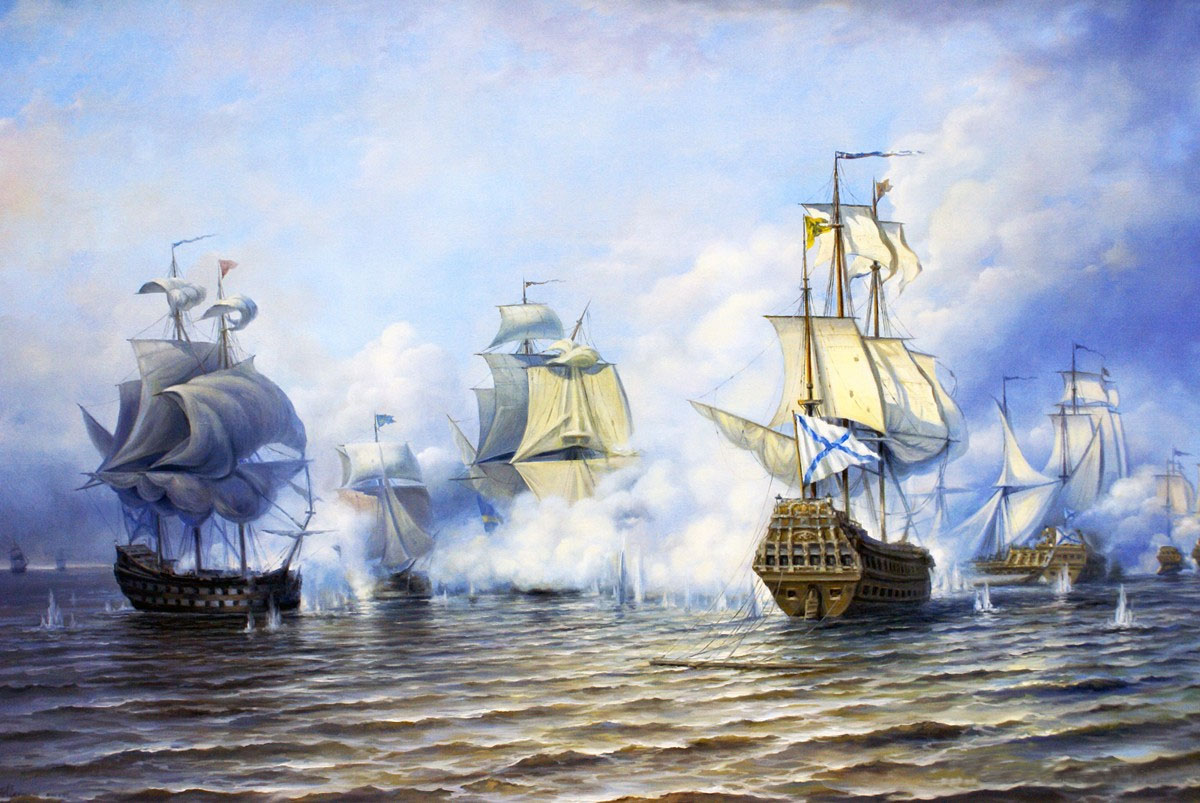
Navi russe e svedesi si affrontano nel corso della battaglia di Ösel del 4 giugno 1719.

Nel 1736 fu promosso al grado di Schoutbynacht, e nel 1740 a quello di Viceamiral, assumendo nel contempo il comando della base navale di Karlskrona e divenendo membro del Riksråd, il consiglio di governo. Nel 1747 fu insignito del titolo di Friherrligt, e nel 1748 della Croce di cavaliere dell'Ordine dei Serafini. Come membro del Riksråd si oppose alla politica del partito Hattarne (cappelli), ma non svolse mai alcun ruolo politico significativo. Contrario alla guerra con la Russia scoppiata nel 1741, l'anno successivo fu impegnato nella preparazione della flotta a Karlskrona in vista dell'inizio delle operazioni belliche. Il 22 novembre 1751 fu insignito del titolo ereditario di Greve. Si spense a Stoccolma il 17 aprile 1762.
Nel 1716 sposò la signorina Katarina Sofia Kruuse che gli diedi un figlio, il futuro ammiraglio Anton Johan Wrangel il giovane, e nel 1742 in seconde nozze la contessa Anna Sofia Spens.